# Herbe des jésuites

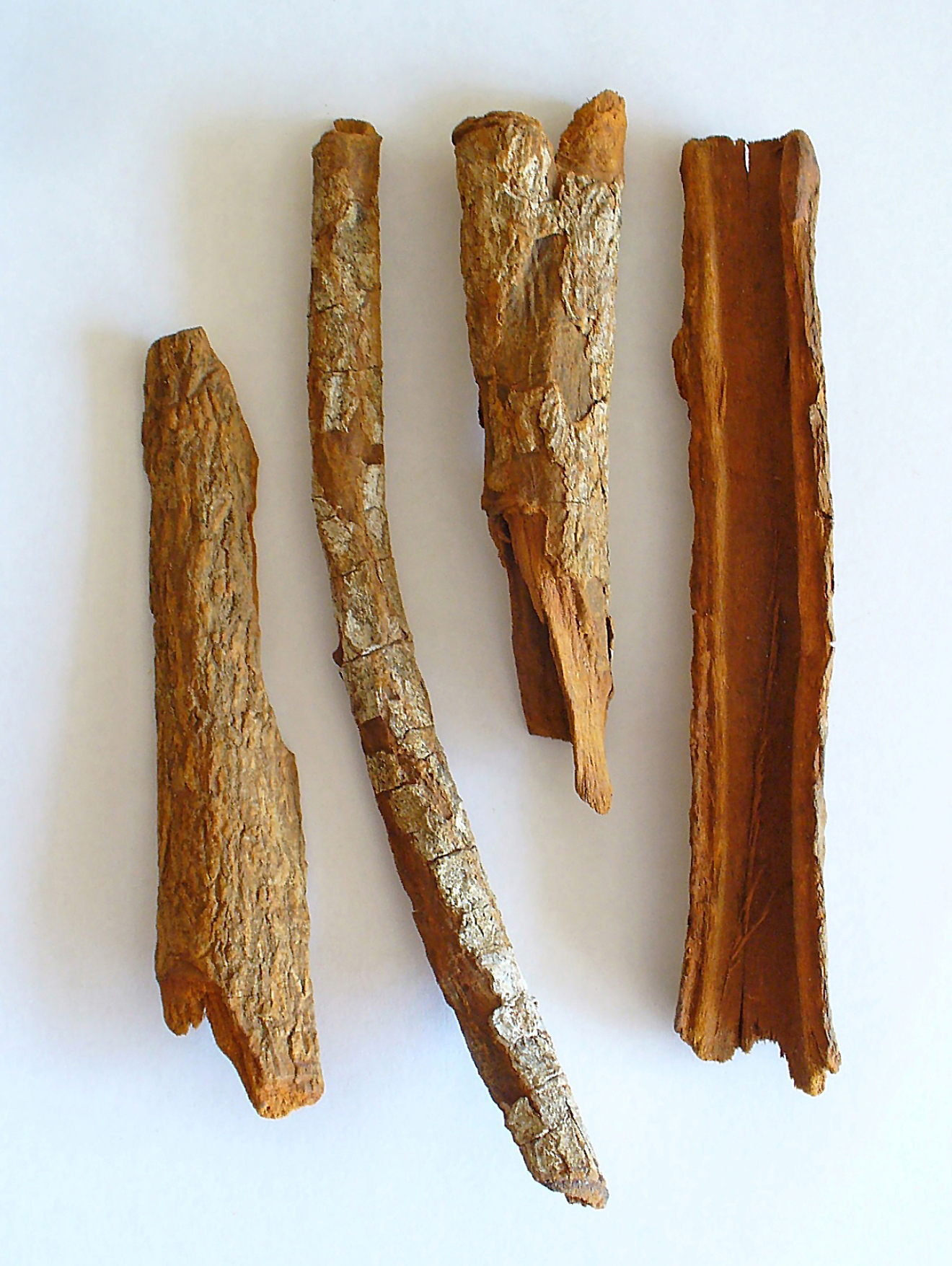
Écorce de quinquina (Cinchona officinalis)

L'herbe des jésuites (ou l'herbe jésuite) est le nom populaire que l'on donnait au XVIIe siècle et jusque récemment au quinquina. De l'écorce du quinquina les jésuites tirèrent une substance amère que l'on appela la poudre des jésuites (riche en quinine, sait-on aujourd'hui).

## Histoire

### L'écorce de quinquina
Les Indiens quechuas (Pérou), que les jésuites évangélisent au XVIIe siècle, connaissent bien les propriétés fébrifuges d'une plante, la kina-kina, qu'on trouve à l'état naturel chez eux. Vers 1620, ils la proposent à un missionnaire jésuite, victime d'une violente attaque de paludisme. Il en guérit.
Peu après, la femme du nouveau vice-roi, la comtesse de Chinchòn, qui vient d'arriver à Lima, souffre également de graves fièvres. Sur recommandation de jésuites, elle mâche quelques plants de quinquina et se remet assez rapidement. Elle prend l'initiative de rendre ce remède plus populaire et demande aux jésuites de cultiver le quinquina dans leur jardin du collège Saint-Paul à Lima.
C'est du moins ce qui s'est raconté pendant trois siècles, mais des travaux historiques récents sur les sources en font beaucoup douter
,,.Alexandre de Humboldt et Olmedo doutaient déjà fortement de cette origine en faisant valoir que les Indiens de la région de Loja n'avaient aucune tradition concernant l'usage du quinquina.
Le terme quechua de kinakina ne désignait pas l'arbre donnant l'écorce du Pérou mais un tout autre arbre : le Myroxylon peruiferum. Par exemple, le témoignage du responsable de l'expédition scientifique en Amérique du Sud au milieu du XIXe siècle est limpide à cet égard :
« [En Bolivie] Mon guide fut plus heureux lorsqu'il s'agit de me montrer l'arbre dont on retirait l'encens qu'il brûlait sur l'autel de l'église de Guterrez. C'est un des végétaux les plus répandus, et en même temps les plus intéressants des forêts de la Cordillère des Andes, où il est généralement connu sous le nom de quinaquina (Myroxylon peruiferum). »
De plus, si le paludisme avait commencé à sévir à l'époque de la conquête coloniale, il ne se rencontrait qu'à faible altitude et non aux hauteurs où poussait l'arbre de la fièvre. Il semble donc que les Indiens de l'époque précolombienne n'utilisaient pas son écorce contre le paludisme. Et les sources sur la connaissance qu'ils auraient pu en avoir pour d'autres usages restent confuses.
Le récit de la comtesse de Chinchòn est certainement apocryphe et la découverte des propriétés médicinales de l'écorce du Pérou revient aux jésuites de Lima.

### Au collège Saint Paul de Lima
Le collège Saint-Paul, à Lima, est l'établissement le plus important et le plus large des jésuites dans l'empire colonial espagnol. Il en est en quelque sorte leur quartier général : une centaine de jésuites y vivent et travaillent que ce soit au collège même ou comme base arrière de voyages missionnaires aux alentours. Pour tout ce monde ainsi que pour les populations locales, une infirmerie avait été créée. 
Le frère jésuite italien Agostino Salombrini (1564-1642), pharmacien de profession, arrive à Lima en 1605. Il est nommé infirmier. Il y sera pour 37 ans, y construisant une pharmacie remarquable qui, au fil des années, recueille diverses plantes recommandées par les indigènes. Salombrini les cultive dans son jardin médicinal, expérimente dans son laboratoire professionnel, et envoie le fruit de ses découvertes dans les diverses missions du Chili, Paraguay, Bolivie et ailleurs.  
Dès les années 1620, la réputation du frère Salombrini et de sa pharmacopée dépasse les murs du collège et des établissements jésuites, et même de la capitale de l'empire colonial espagnol. Cela tourne même à du commerce, ce qui ne manque pas d'inquiéter ses supérieurs religieux. 

### La «poudre des jésuites» passe en Europe
Ayant établi les propriétés médicinales du quinquina, Salombrini en fait la distribution dans les missions avoisinantes. Le succès remarquable obtenu fait qu'en 1642 le père es:Alonso Messia Venegas, est chargé d'en emporter avec lui à Rome. Le cardinal Juan de Lugo, homme influent et fort intéressé à la médecine contribue à faire connaître la « poudre des jésuites ». Très rapidement, son extraordinaire efficacité comme médicament fébrifuge est connue à travers toute l'Europe. Elle est analysée par le docteur du pape et d'éminents hommes de science. Des livrets et articles sont écrits. 
Le contexte de controverse malveillante fait que cette poudre-miracle est également vue par des protestants comme une 'fraude typiquement jésuite'. Au XVIIIe siècle, Alexandre von Humboldt commentera : « Parmi les physiciens protestants, la haine des jésuites et l'intolérance religieuse eurent une grande place dans la controverse sur les aspects positifs ou négatifs de l'herbe du Pérou ».
Pendant un siècle — jusqu'à sa suppression en 1773 — la Compagnie de Jésus a pratiquement le monopole de ce qui, au-delà du monde des collèges, des amis et bienfaiteurs, devient un véritable commerce. Tout jésuite voyageant d'Amérique du Sud en Europe emporte de grandes quantités d'écorce de quinquina dans ses bagages. Le réseau des provinces, collèges et résidences de la Compagnie de Jésus fait qu'elle se répand rapidement à travers toute l'Europe. Dans les années 1650, le médicament est connu dans les collèges jésuites de Gênes, Louvain, Lyon, Ratisbonne. En 1658, apparaît dans un hebdomadaire londonien, le Mercurius Politicus, l'avis suivant : « L'excellente poudre connue sous le nom de poudre des jésuites peut être obtenue auprès de plusieurs apothicaires de la ville».
À la fin du XVIIIe siècle, toutes les écorces vont directement en Espagne d'où elles sont redistribuées vers les autres pays d'Europe. Un commerce de contrebande existe depuis l'Amérique du Sud vers les États-Unis et l'Angleterre.